# Wilson Cáceres
Wilson Cáceres Cárdenas (Santa Cruz, Bolivia) es un dirigente sindical y político boliviano que ocupó el alto cargo de Ministro de Desarrollo Rural y Tierras de Bolivia desde el 9 de noviembre de 2020 hasta el 1 de diciembre de 2020 durante el gobierno del presidente Luis Arce Catacora.

## Biografía
Wilson Cáceres nació en el Departamento de Santa Cruz. Comenzó una carrera sindical hasta convertirse en secretario ejecutivo de la Federación Departamental de Interculturales en Santa Cruz. En agosto de 2020, anunciaba bloqueos de carreteras en los municipios de Yapacani, San Julián y Cuatro Cañadas para exigir que las elecciones nacionales se realicen el 6 de septiembre de 2020.

### Ministro de Estado
El 9 de noviembre de 2020, el presidente Luis Arce Catacora decide posesionar al dirigente de los interculturales de Santa Cruz como el nuevo ministro de Desarrollo Rural y Tierras. Pero no estaría ni un mes en dicho alto cargo y fue sustituido el 1 de diciembre de 2020 por el ingeniero cruceño Edwin Characayo.